# Cyperus robinsonii
Cyperus robinsonii är en halvgräsart som beskrevs av Dieter Podlech. Cyperus robinsonii ingår i släktet papyrusar, och familjen halvgräs.
Artens utbredningsområde är Zambia. Inga underarter finns listade i Catalogue of Life.